# آستون مارتن ون-77
آستون مارتن ون-77 هي سيارة رياضية من صنع شركة آستون مارتن، تم عرض السيارة لأول مرة في 2008، تم إنتاج 77 نسخة فقط من السيارة.

## معرض صور

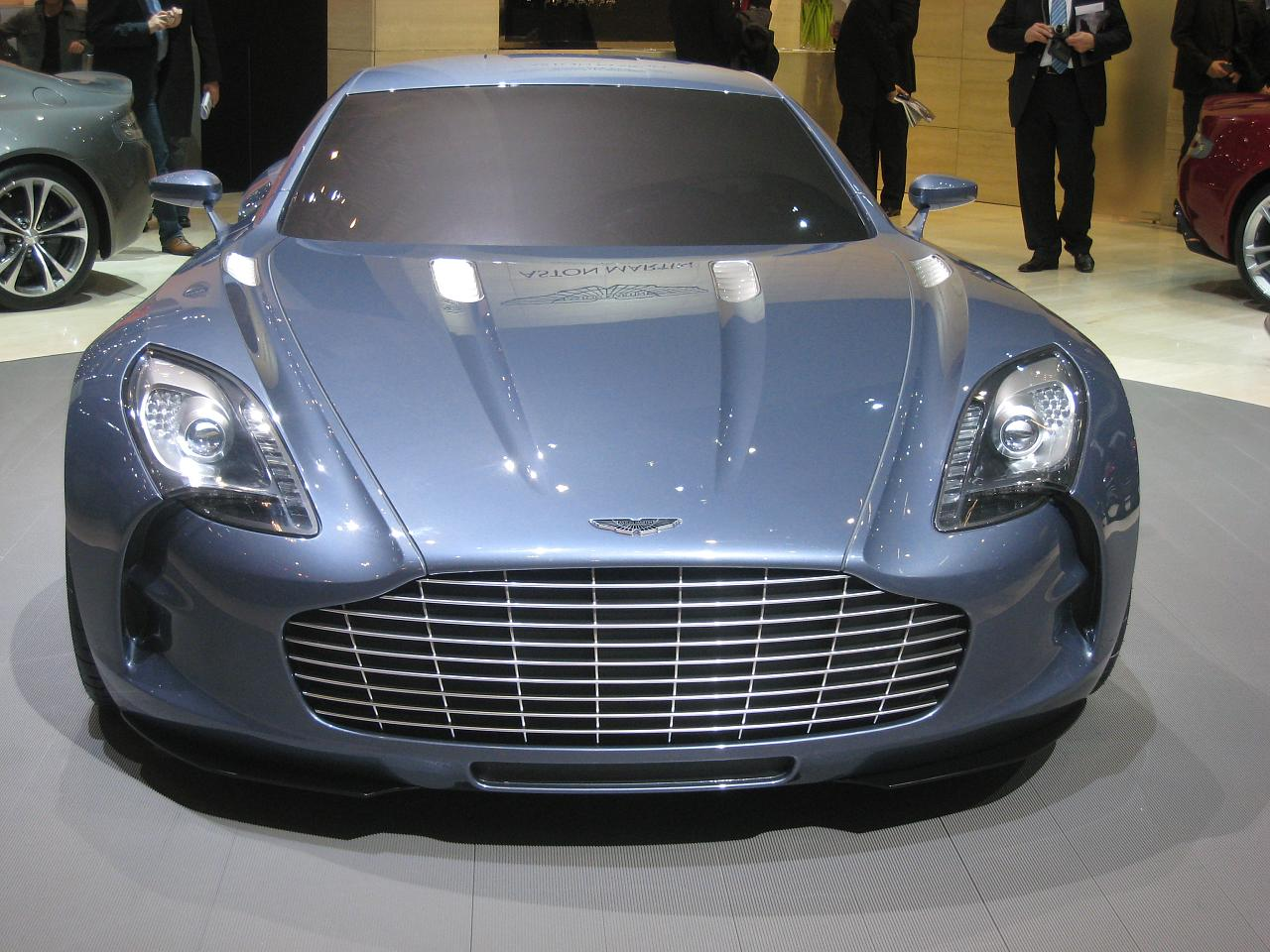
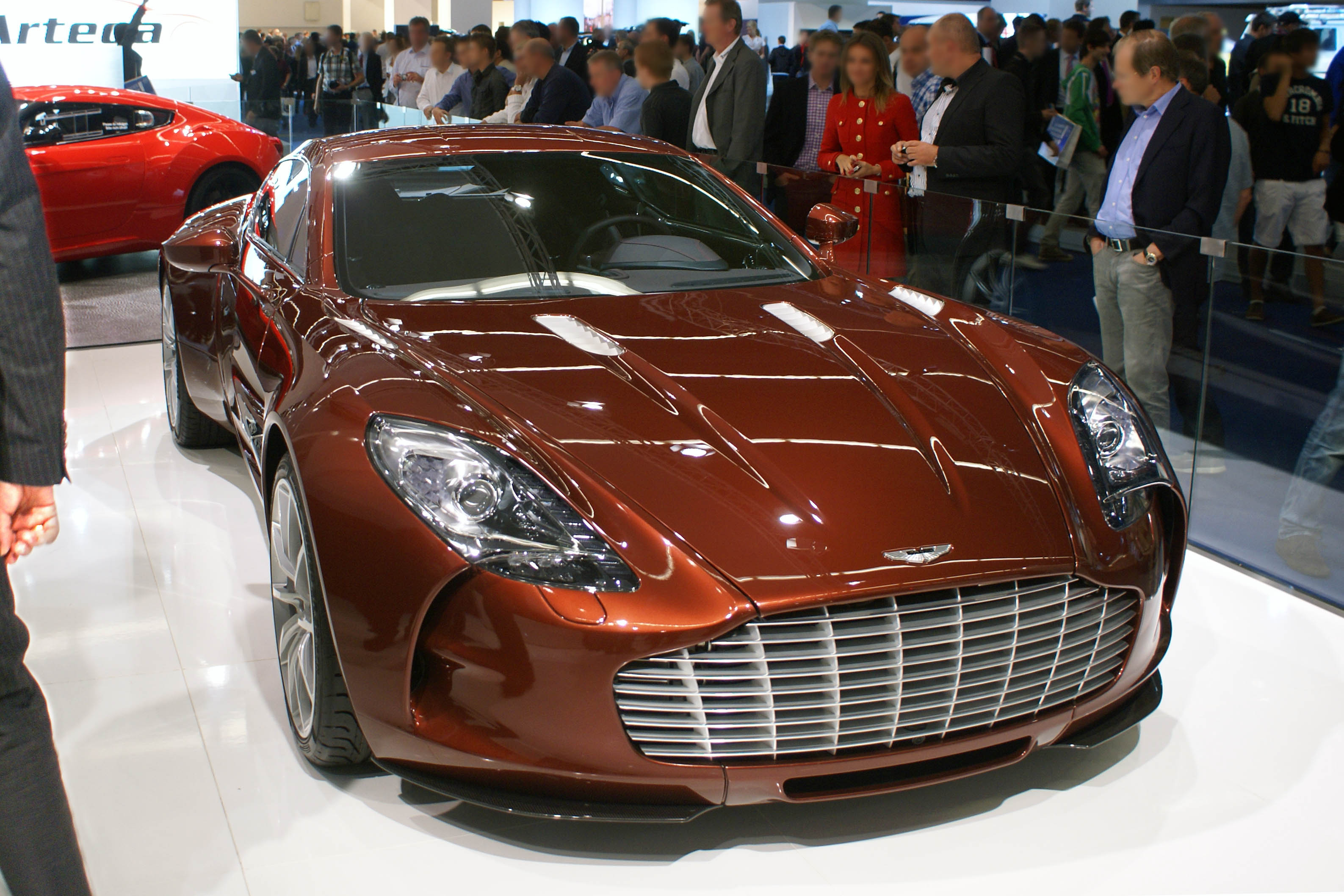
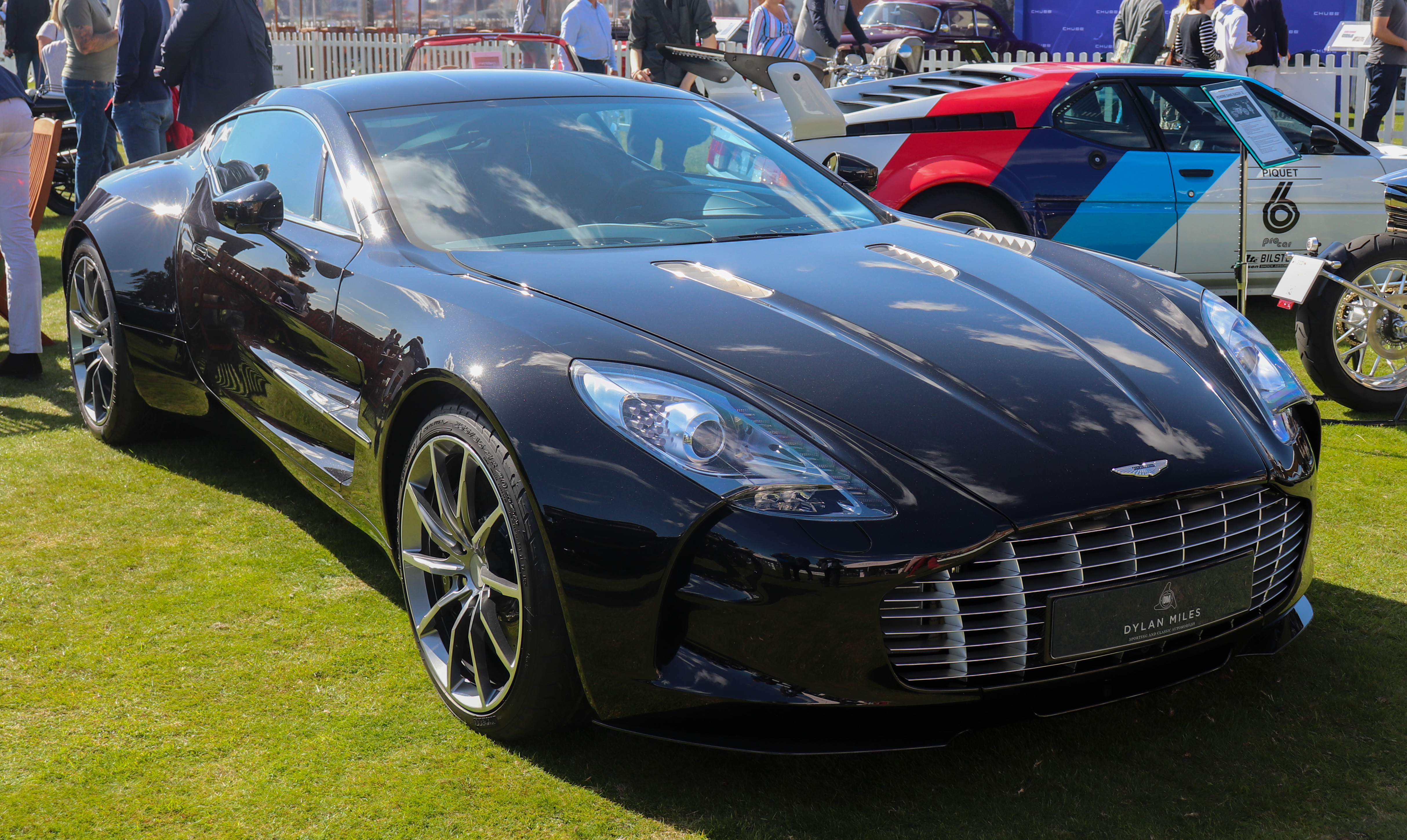
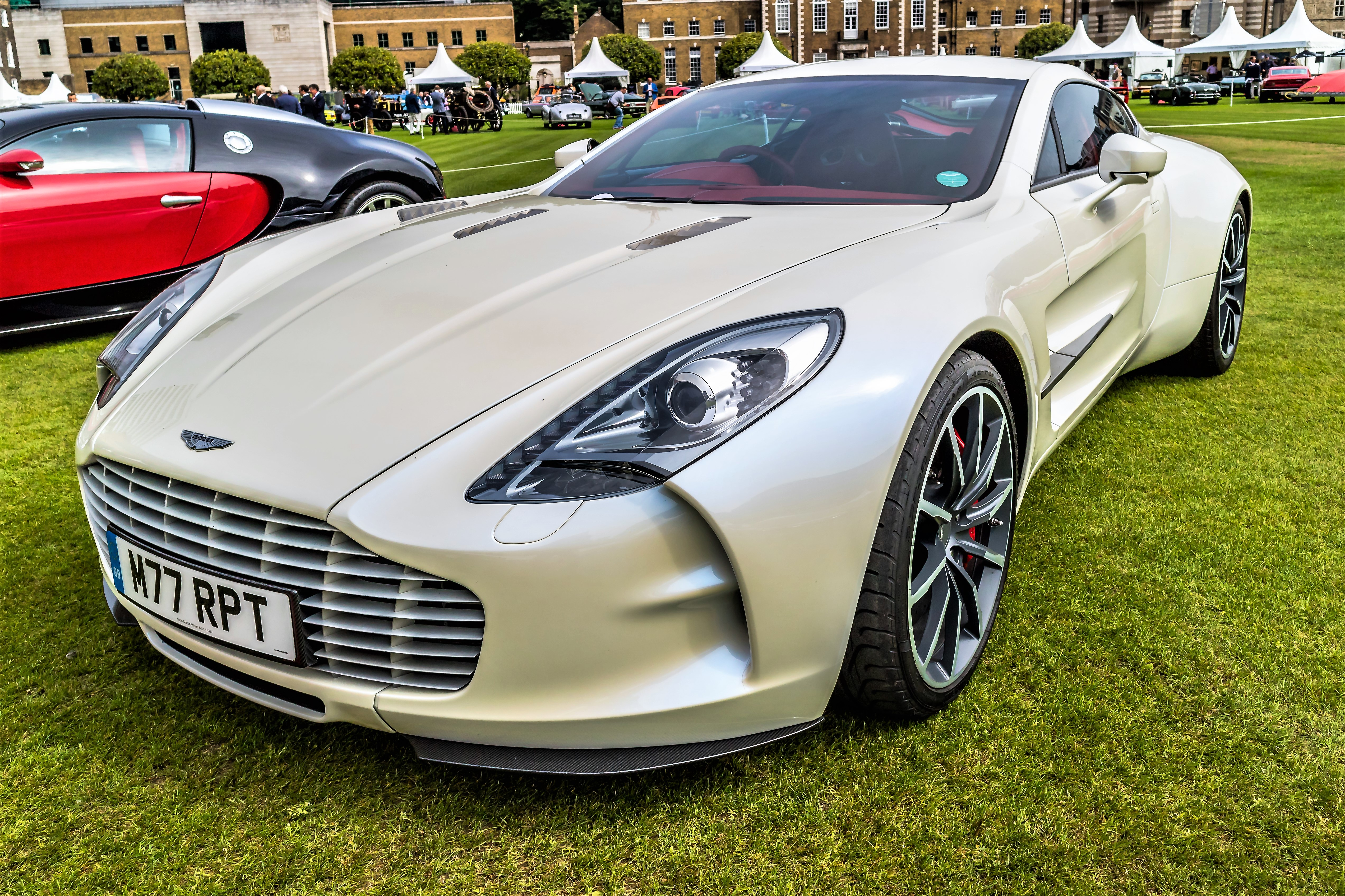
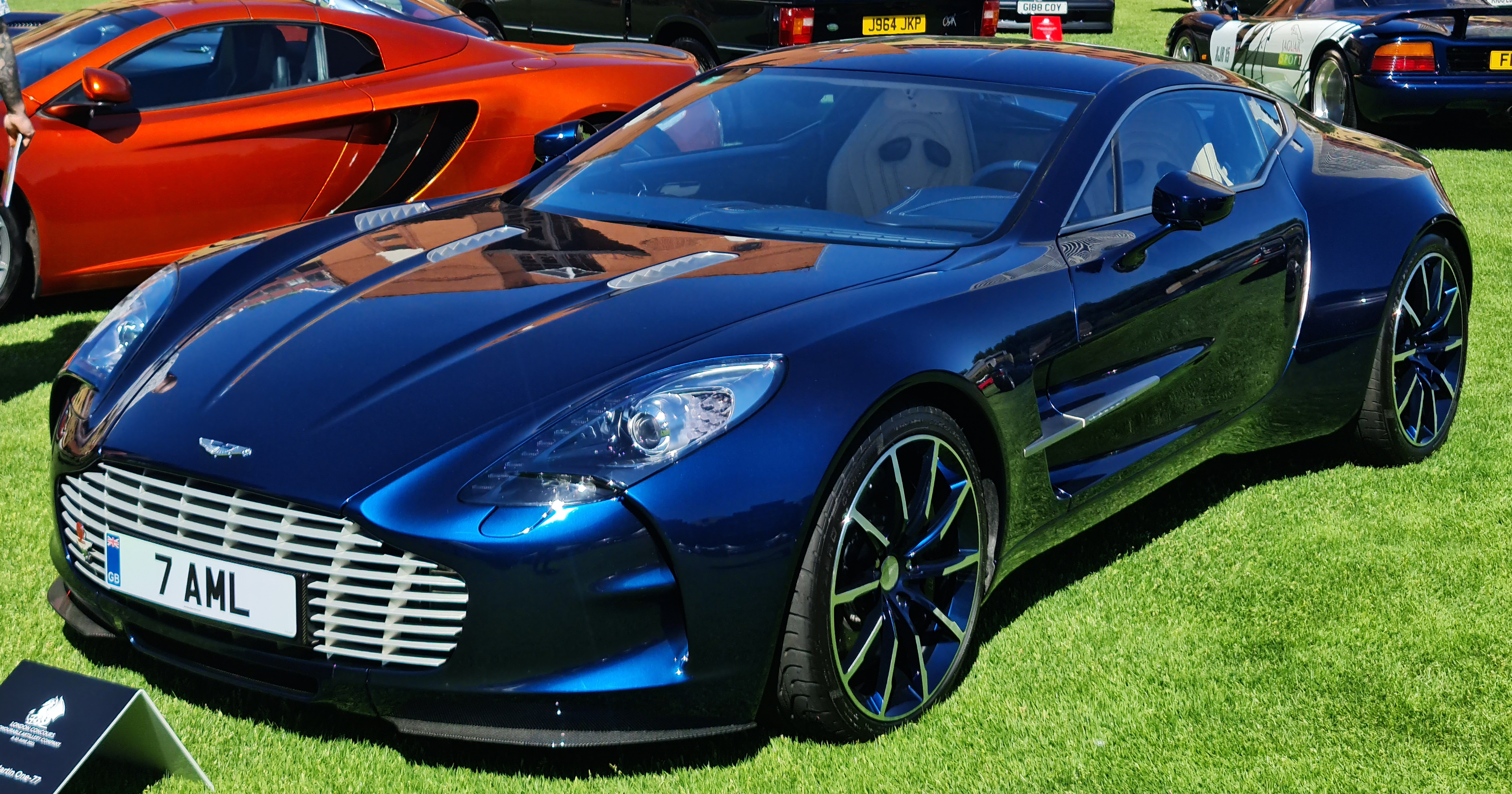